# Sterzo

Sistema di sterzo di un'auto, che sfrutta appieno l'angolo di Ackermann

L'impianto sterzante o sterzo è l'insieme di elementi meccanici che garantiscono la direzionalità di un veicolo terrestre.

## Funzionamento

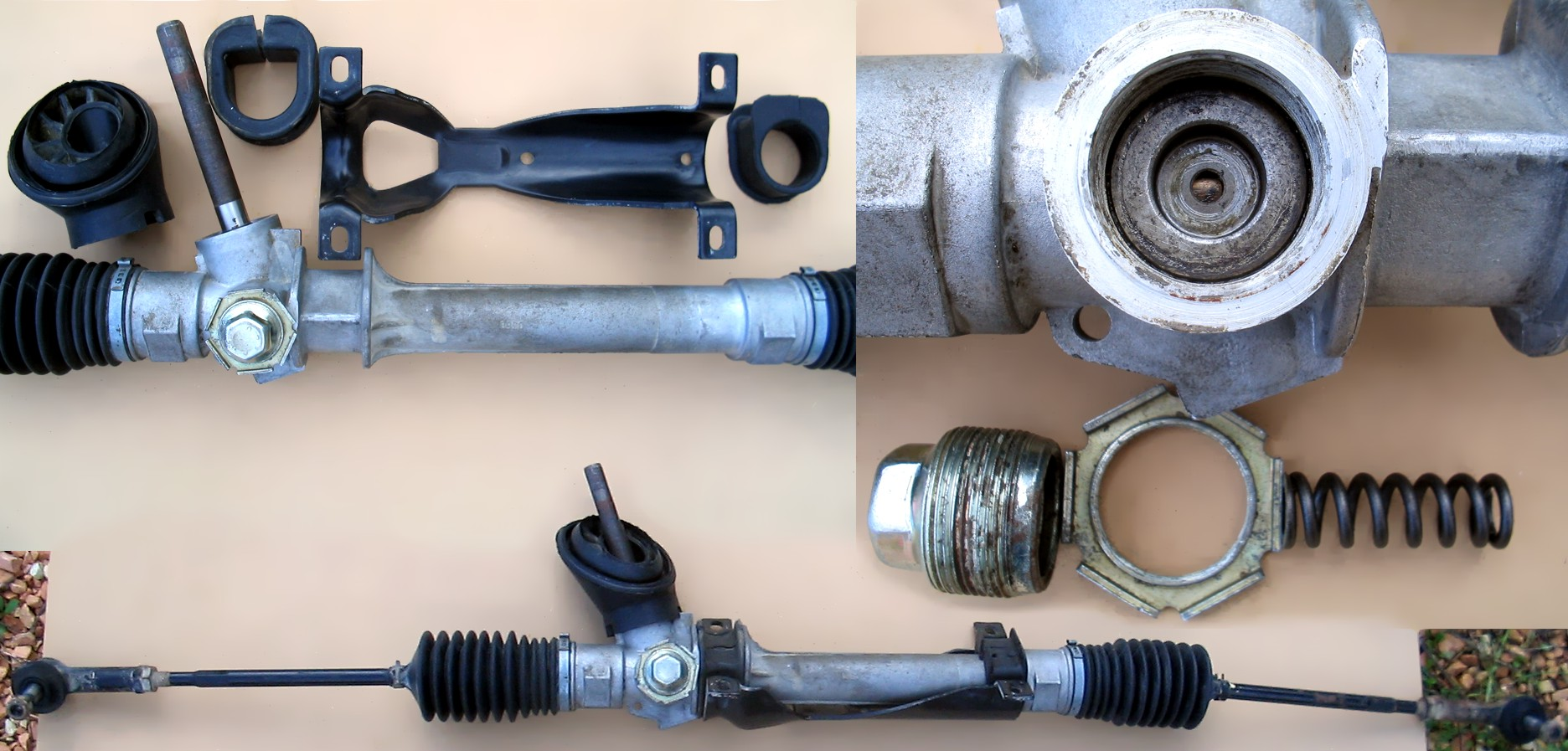
Scatola dello sterzo di un autoveicolo, del tipo tradizionale (non servoassistito); è possibile notare il sistema che permette di regolare il freno di sterzo, è visibile anche il sistema di fissaggio al telaio.

Il conducente di un autoveicolo che voglia cambiare direzione, applica una coppia di forze al volante dall'abitacolo che viene trasferita attraverso un elemento rigido (piantone dello sterzo) a una scatola in cui il moto rotatorio (momento della forza) viene convertito in moto rettilineo e trasferito ai tiranti dello sterzo che agiscono direttamente sulle ruote che cambiando direzione diventano sterzanti.
Esistono prototipi in cui l'uso di sensori sul volante e centraline abbinate ad attuatori idraulici rendono superfluo l'uso del piantone dello sterzo, il quale viene mantenuto solo per garantire un ulteriore livello di sicurezza nel caso il sistema vada in avaria.

## Angolo di Ackermann

Animazione che mostra uno sterzo con soluzione Ackermann

Lo sterzo vide una sua prima evoluzione tramite la soluzione ad angolo di Ackermann, ma nella maggior parte dei casi viene utilizzato una sua alternativa/derivati e che permettono di rispettare i concetti della soluzione Ackermann (sterzo a campana, sterzo a pignone e cremagliera, sterzo corto a pignone e cremagliera), anche se non sempre viene utilizzato sfruttandolo appieno, infatti ridurre l'angolo di Ackermann permette di migliorare il controllo del mezzo, rendendolo più sottosterzante e quindi migliorare un eventuale recupero della direzionalità, come contro si ha un aumento dell'usura degli pneumatici e della rumorosità di rotolamento agli angolo di sterzo maggiori.

Un'anomalia è l'utilizzo di angolo di Ackermann negativi o anti-Ackermann, soluzione utilizzata in Formula 1 e altre categorie sportive con assetti molto rigidi, in questo caso l'effetto ricercato è opposto ai mezzi stradali, questo è dovuto all'elevata rigidezza dell'assetto, in particolar modo delle barre anti-rollio che portano la ruota interna a sfiorare l'asfalto, di conseguenza non contribuisce all'aderenza del mezzo, mentre nei cambi di direzione la ruota interna inizia a toccare l'asfalto prima di diventare esterna (rotazione opposta del volante rispetto a quella di riposo) ed avere la ruota interna che già di partenza è più in asse con il mezzo (effetto dato dall'anti-Ackermann) permette di avere un cambio di direzione più incisivo e tendenzialmente anticipare l'effetto indotto dal volante

### Angoli alternativi
Nei mezzi moderni risulta difficile adottare la soluzione Ackermann, in quanto risulta complesso avere una soluzione per un corretto azionamento e al contempo mantenere un gioco di sterzo contenuto, motivo per cui vennero realizzate soluzioni che permettono un comportamento simile alla soluzione Ackermann, ma consentono un facile fissaggio del sistema e al contempo ottenere ridotti giochi di sterzo.

### Tipo di comando
La scatola dello sterzo può convertire il moto in modo:
- Esclusivamente meccanico: a pignone e cremagliera, a vite senza fine, con semplici snodi
- Elettrico: servosterzo con relativo motore elettrico, messo in funzione da una centralina
- Idraulico: idrosterzo con relativa pompa messa in funzione dall'albero motore e dalla relativa centralina

### Riduzione
Lo sterzo può essere:
- Diretto: a piccoli movimenti del volante corrispondono piccoli movimenti delle ruote
- Demoltiplicato: a grandi movimenti del volante corrispondono piccoli movimenti delle ruote
- Combinato: il rapporto di sterzo è variabile con la posizione del volante (generalmente più demoltiplicato a volante in posizione di centro corsa e più diretto verso le zone di massima sterzata)

È un importante elemento da definire in sede di progetto il corretto posizionamento della scatola dello sterzo e dei suoi ancoraggi sui mozzi per evitare fenomeni di roll-steer e bump-steer.

### Azione
Lo sterzo può avere azione su:
- Ruote anteriori, sistema utilizzato per i mezzi di trasporto che percorrono strade pubbliche
- Ruote posteriori, sistema utilizzato per mezzi di lavoro in ambienti chiusi, (es. muletti) come nelle aziende
- Ruote anteriori e posteriori, sistema utilizzato da alcuni mezzi di trasporto che percorrono strade pubbliche

## Quattro ruote sterzanti

Schema di un veicolo con 4 ruote sterzanti e con comportamento differenziato in base alla velocità

Pur se non molto utilizzato è da segnalare il sistema automobilistico a quattro ruote sterzanti, spesso indicato con la sigla 4WS (4 Wheel Steering).

### Caratteristiche
Questo dispositivo, utilizzato su alcune vetture di produzione giapponese, ha l'obiettivo di ridurre il diametro di sterzata a bassa velocità, così da facilitare le manovre di parcheggio e migliorare la maneggevolezza della vettura in città, e di aumentare la tenuta e la stabilità di marcia alle alte velocità, in modo del tutto simile alla tecnica della sbandata controllata per le vetture tradizionali.

Generalmente le ruote posteriori sterzano fino a un massimo di circa 7°, inoltre a seconda del meccanismo usato, queste possono essere perennemente in controfase (girando in direzione opposta alle ruote anteriori) o alternare il loro comportamento in base alle basse o alte velocità (cambiando completamente il comportamento della vettura).
Il comando sulle ruote posteriori può avvenire in modo:
- Meccanico come nel sistema Honda Prelude
- Idraulico, sistema gestito dall'elettronica, indicato con la sigla AHK (dal tedesco Aktive Hinterachskinematik).
- Elettrico, del tutto paragonabile al sistema idraulico

Per migliorare la stabilità in curva, molte vetture fanno ricorso a un aumento della convergenza della ruota posteriore esterna, sterzandola con quelle anteriori e utilizzando l'aumento di carico che tale ruota subisce durante le curve per effetto della forza centrifuga.
Col sistema a quattro ruote sterzanti il trasferimento di carico (che avverrebbe comunque naturalmente) viene anticipato collegandolo direttamente allo sterzo, e traendone vantaggio dal punto di vista della tenuta.

### Mezzi con quattro ruote sterzanti
- Benetton B193C (testate solo durante le prove nei Gran Premi di Giappone ed Australia)
- Audi Q7 (2015)
- BMW Serie 7 (2009)
- BMW Serie 5 GT (2009)
- Citroën ZX
- Efini MS-9
- Ferrari 812 Superfast
- Ferrari F12tdf
- Ferrari GTC4Lusso
- GMC Sierra (2002)
- Honda Prelude (1988 e 1999)
- Honda Accord (1991)
- Infiniti G35 Sedan (optional della versione Sport) (2007-Ancora in produzione)
- Infiniti G35 Coupe (optional della versione Sport) (2006-Ancora in produzione)
- Infiniti M35 (optional della versione Sport) (2006-Present)
- Infiniti M45 (optional della versione Sport) (2006-Present)
- Infiniti Q45t (1989-1994)
- Jeep Hurricane
- Mazda 626 (1988)
- Mazda MX-6 (1989-1997)
- Mazda RX-7 (1986-1992)
- Mercedes classe A e B (2004-2011)
- Mitsubishi Galant VR-4
- Mitsubishi GTO (venduta anche come Mitsubishi 3000GT e Dodge Stealth)
- Nissan Cefiro
- Nissan 240SX
- Nissan 300ZX
- Nissan Laurel (ultime versioni)
- Nissan Fuga
- Nissan Silvia (optional)
- Nissan Skyline (1986)
- Renault Laguna (optional) (2008-)
- Porsche Panamera 4 (2017)
- Saab 9-3
- Saab 9-5
- Tesla Cybertruck
- Toyota Aristo (1997)
- Toyota Celica (optional nella quinta e sesta generazione, 1990-1995)
- Volvo 850
- Renault Espace (nella quarta generazione, 2015)
- Renault Talisman (2016)
- Lamborghini Aventador S (2017)

### Mezzi con quattro ruote sterzanti, posteriori o anteriori
Questa soluzione viene in genere utilizzata su camion pesanti (mezzi d'opera), ma è stata usata anche nella Formula 1 dalla Tyrrell P34, questa soluzione ha le stesse caratteristiche dinamiche della disposizione classica anteriore, ma permette di aumentare la potenza frenante e la tenuta delle ruote direttrici.
Tale soluzione è utilizzata anche dalla supercar italiana Covini C6W.

## Sterzo articolato
Questa soluzione è impiegata su alcuni mezzi d'opera, nei quali non sono le ruote a ruotare, bensì la parte anteriore del mezzo stesso, la quale è suddivisa in due sezioni. Esistono, inoltre, situazioni in cui lo sterzo tradizionale viene combinato con lo sterzo articolato.
La soluzione dello sterzo articolato venne utilizzato anche per alcune concept car come la Sir Vival del 1958, in ogni caso esiste una sua applicazione civile, ma con funzione passiva di semplice snodo articolato, come nel caso del tram snodato o di alcuni autobus snodati, che prendono il nome di autosnodato e dei filobus snodati che prendono il nome di filosnodato e in questi ultimi due casi si ha sia lo sterzo tradizionale che lo sterzo articolato.